# Thomas Reubold
Thomas Reubold (* 13. September 1966 in Erlenbach) ist ein ehemaliger deutscher Fußballspieler.

## Karriere
Thomas Reubold kam in der Rückrunde der Saison 1985/86 vom U-19-Team zum Bundesligateam von Eintracht Frankfurt. Dort kam er am 23. Spieltag gegen Bayer Uerdingen und am 34. Spieltag gegen den Hamburger SV zu je einem Einsatz. 1987 wechselte er zur SpVgg Bad Homburg.